# Industrie spatiale européenne

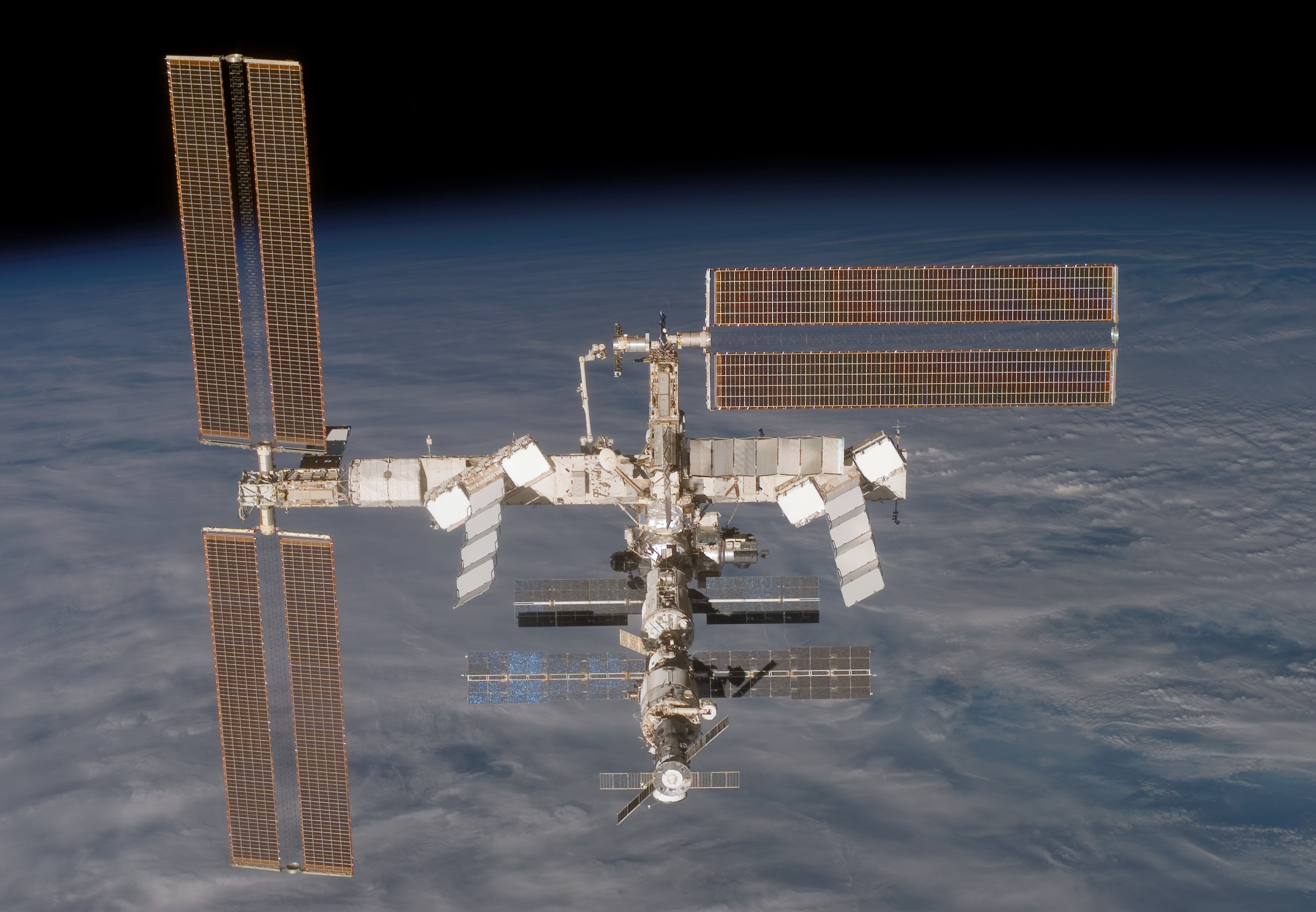
Station Spatiale Internationale.

L'industrie spatiale européenne, composante de l'industrie spatiale mondiale, concerne la fabrication des éléments du programme spatial de pays européens ou de celui de l'Union européenne. Elle est constituée des entreprises industrielles du secteur privé répondant à la commande des agences européenne et des agences gouvernementales nationales. Elle a été fortement aidée sur le plan budgétaire par des contrats de recherche et développement de l'Agence spatiale européenne (ESA) et d'agences nationales française ou italienne notamment.

## Construction des composants de programmes nationaux
Le développement de l'industrie spatiale en Europe s'est appuyé sur la fabrication des composants des programmes spatiaux des agences nationales. Aucun pays n'ayant la capacité à réaliser seul tous les composants « qualifiés Espace », les agences ont dû faire appel, dès le début, à des firmes étrangères.

### Allemagne
En République fédérale allemande, MBB, Dornier, Bosch SatCom à Backnang, qui fabrique des équipements de charge utile de satellites de télécommunication, furent historiquement impliqués dans les programmes nationaux ; ils sont désormais tous regroupés au sein d'Astrium[Quand ?]. Une entreprise de plus petite taille joue maintenant[Quand ?] un rôle croissant dans l'industrie spatiale allemande : OHB-System, notamment maître d'œuvre industriel du programme radar spatial militaire SARLupe, ainsi que sa filiale KayserThrede, et initiateur de la coentreprise GOSA (en français : Alliance allemande pour les ports spatiaux offshore). En septembre 2021, le ministre fédéral de l'Économie Peter Altmaier a annoncé que le gouvernement fédéral financerait la moitié de l’étude de faisabilité de cette future plateforme, et qu'il en serait un client essentiel.

### Espagne
Construcciones Aeronáuticas Sociedad Anónima (EADS CASA), notamment maître d'œuvre industriel du programme national Ingenio-Seosat, EADS Astrium CRISA (Computadoras, Redes e Ingeniería, S.A.), Thales Alenia Space España, GMV, Sener et Deimos Space sont les constructeurs pour les programmes du Centro para el Desarrollo Tecnológico Industrial (CDTI), organisme dépendant du ministère des Sciences et de l'Innovation, chargé de la recherche et du développement dans l'industrie en général.

### France
En France, c'est le général de Gaulle qui a donné l'impulsion nécessaire à l'élaboration d'une politique spatiale nationale en créant le CNES. L'agence spatiale française lance alors l'étude de programmes purement nationaux (fusée Diamant, satellite Diadème, EOLE) dont elle confie la réalisation aux entreprises Nord-Aviation (devenu aerospatiale en 1970), Sud-Aviation (devenu aerospatiale en 1970), Société européenne de propulsion (SEP), Compagnie Française Thomson-Houston (CFTH) (devenu Thomson-CSF en 1969), Compagnie Générale de Télégraphie sans fil (CSF) (devenu Thomson-CSF en 1969) ou Matra.
Le CNES est également à l'origine de programmes incorporant une certaine forme de coopération internationale : SPOT, HELIOS, PROTEUS, plate-forme multimission résultant d'un accord CNES/aerospatiale, réalisée dans le Centre spatial de Cannes - Mandelieu. La France abrite les deux principaux acteurs de l'industrie spatiale européenne : Airbus Defence and Space, qui a des établissements à Toulouse, à Élancourt, aux Mureaux, à Saint-Médard-en-Jalles et à Kourou et Thales Alenia Space, qui a des établissements à Cannes, à Toulouse et à Colombes.

### Italie
Une grande entreprise démarra dans le secteur spatial : Selenia Spazio, qui deviendra Alenia Spazio, puis Alcatel Alenia Space, puis Thales Alenia Space. D'autres entreprises suivirent comme Laben, désormais filiale de Thales Alenia Space, Selex Galileo (it), anciennement connue sous le nom d'Officine Galileo, Carlo Gavazzi Spazio, filiale de l'entreprise allemande OHB.

### Pays-Bas
L'entreprise Fokker, rachetée par EADS en 2005.

### Royaume-Uni
Deux industriels historiques, British Aerospace et Marconi (en), maintenant intégrées au sein d'Astrium[Quand ?] et un industriel spécialiste des microsatellites, Surrey Satellite Technology Ltd (SSTL), racheté par Astrium en 2008 construisent les composants des programmes de la British National Space Centre.

### Suède
Deux industriels principaux, Swedish Space Corporation et RUAG Space (anciennement Saab Space) sont les constructeurs pour la Swedish National Space Board.

### Suisse
La Suisse est un acteur européen important dans l'aérospatial, avec de nombreuses PME et quelques grands groupes actifs dans le domaine. La Suisse et son industrie ont fait figure de pionnier dans le domaine spatial. Lors de la mission Apollo 11, les premiers pas de l'Homme sur la lune, la première expérience scientifique réalisée par les astronautes était la mise en place d'une voile solaire conçue par l'Université de Berne et l'ETH Zurich, cette expérience a permis de corriger des imprécisions de la théorie du Big Bang. Le velcro et les fermetures éclair ont été développés en Suisse pour les premières missions habitées.
Beyond Gravity (anciennement RUAG Space) est une entreprise suisse basée à Zürich. L'entreprise est notamment active dans la conception et production de structures en éléments composites. Quelques exemples d'activités:
- Coiffe de fusée produites à Emmen depuis les années 1970 et depuis 2021 elles sont aussi produites aux États-Unis en partenariat avec ULA[4],[5]. Les coiffes sont aujourd'hui utilisées sur les lanceurs VEGA, Ariane 5, Ariane 6, Atlas V (version 500), Vulcan Centaur. Plus de 400 lancements ont été réussis.
- Structure de support des satellites dans la fusée et le dispositif d'éjection de satellites (en)[6], ainsi que la structure des adaptateurs entre les étages de la fusée.
- Production d'éléments pour les satellites tels que la structure, leur mécanique, les systèmes de production d'électricité et leur gestion, les antennes, l'électronique, leur protection thermique et aux radiations[7].
- Divers capteurs et systèmes qui remplissent le rôle clé du satellite (télécommunication, positionnement)[8]
- Service dans la réalisation d'essais (vibration, choc, choc pyrotechnique, centrifuge, climatique, thermal, etc)[9]

Le centre spatial de l'EPFL a lancé le SpaceCube (en), premier satellite conçu pour capturer les déchets spatiaux.
Le satellite CHEOPS est un télescope spatial chargé de chercher des exoplanètes a été développé en Suisse et sélectionné parmi 26 propositions à l'ESA.
Astrocast (en) est une startup active dans les micro-satellites de communication dans le domaine de l'Internet des Objets. Le 18e satellite a été mis en orbite le 3 janvier 2023.

## Premières coopérations européennes
Les premières coopérations européennes ont débuté dans le domaine des lanceurs après la création de l'Organisation européenne pour la mise au point et la construction des lanceurs (ELDO) et la tentative de mise au point de la fusée Europa. Toujours pour les lanceurs, elle s'est poursuivie après la création de l'Agence spatiale européenne et le développement et la production en série de la fusée Ariane. En parallèle, se développaient des coopérations, avec souvent les mêmes acteurs, dans le domaine des satellites.

### Consortium CIFAS
Une première coopération franco-allemande a été menée par un consortium créé pour la réalisation du satellite Symphonie, le Consortium industriel franco-allemand pour le satellite Symphonie (CIFAS).

### Consortium COSMOS
Créé en 1970 pour répondre aux appels d'offres de l'Agence spatiale européenne pour le programme Météosat, le consortium COSMOS comprend notamment les entreprises aerospatiale, Matra, MBB, Marconi et Selenia Spazio.

### Eurosatellite GmbH
En 1978 un consortium franco-allemand est créé par Aerospatiale, MBB et ETCA (Belgique), pour l'étude conjointe de satellites de télévision directe Eurosatellite GmbH. Son siège social est installé à Munich. En avril 1980 les gouvernements allemands et français ont signé un accord pour le développement et la production conjointement de deux satellites de télévision pour les besoins nationaux TDF 1 et 2 pour la France, TV-SAT, pour l'Allemagne. Deux actionnaires supplémentaires rejoignent le consortium, AEG Telefunken, RFA et Thomson-CSF, France. Les satellites sont développés sur la base d'une plate-forme modulaire qui sera nommée plus tard Spacebus 300. L'équipe de programme TV-SAT s'installe à Ottobrunn, chez MBB ; l'équipe de programme TDF 1 et 2 s'installe à Cannes. En octobre 1982 Eurosatellite signe avec la Swedish Space Corporation le programme nordique Tele-X (en). L'industrie nordique entre dans le programme avec Saab-Scania et Ericsson, Suède.

### Consortium STAR
Le consortium STAR est constitué des entreprises British Aircraft Corporation Ltd (BAC) au Royaume-Uni, Dornier Systems GmbH en République fédérale d'Allemagne, Thomson-CSF (ex-CFTH)en France, Contraves AG en Suisse, CGE FIAR en Italie, Fokker VFW-NV aux Pays-Bas, Montedel (Montecatini Edison Electronica SPA) en Italie, LM Ericsson Telefonaktiebolaget en Suède et Société européenne de propulsion (SEP) en France.

## Restructurations dans l'industrie spatiale européenne

### Historique
Les grandes dates dans les restructurations :
- 1969 : Thomson Houston et CSF fusionnent pour devenir Thomson-CSF
- 1er janvier 1970 : création de la Société nationale industrielle aérospatiale (dite Aerospatiale), par fusion de Nord-Aviation, Sud-Aviation et la SEREB.
- 1990 : Matra Marconi Space est créé par la fusion du français Matra et du britannique Marconi (en).
- 1997 : British Aerospace (BAe) rejoint Matra Marconi Space
- 1998 : Alcatel Space est créée par fusion des activités spatiales de l'entité Alcatel Espace d'Alcatel, avec les activités satellites d'Aerospatiale
- 15 février 1999 : fusion de Aerospatiale avec Matra Hautes Technologies (MHT) pour former Aérospatiale-Matra.
- Mai 2000 : création d'EADS Astrium à la suite de la fusion des sociétés Matra Marconi Space (France/Royaume-Uni), la division spatiale de DaimlerChrysler Aerospace (Allemagne) et Computadores Redes e Ingenerio SA (Espagne).
- 10 juillet 2000 : création d'EADS par la fusion de l'allemand Daimler Chrysler Aerospace AG, du français Aérospatiale-Matra et de l'espagnol CASA.
- Mai 2001 : Alcatel Space devient filiale à 100 % d'Alcatel par rachat des parts à Thales (ex-Thomson-CSF)
- 20 juillet 2001 : Astrium acquiert Bosch SatCom filiale de Robert Bosch GmbH
- 2005 : Fokker est racheté par EADS.
- 2005 : création d'Alcatel Alenia Space, par fusion des actifs de l'ancienne Alcatel Space et Alenia Spazio, Italie.
- 10 avril 2007 : création de Thales Alenia Space par l'apport à Thales des activités spatiales d'Alcatel-Lucent détenues dans Alcatel Alenia Space.
- 7 avril 2008 : EADS Astrium acquiert 80 % du britannique SSTL (Surrey Satellite Technology Ltd), plaçant ainsi la conception et la fabrication de petits satellites dans son périmètre[10].
- Le 2 janvier 2014, EADS est renommé Airbus Group, et Airbus Defence and Space est créé à partir de la fusion entre Cassidian, Astrium et Airbus Military.

### Rapprochements dans les satellites
Dès 2000 et la création d'EADS, sont évoqués un rapprochement possible entre les deux grands constructeurs de satellites : EADS Astrium et Alcatel Space. Cette opération possible va faire l'objet d'hypothèses persistantes au fil des années :
- Hassan Meddah, « Vers un rapprochement entre Thales Alenia Space et Airbus dans les satellites ? », dans L'Usine Nouvelle, 9 juillet 2014, Vers un rapprochement entre Thales Alenia Space et Airbus dans les satellites ?
- Hassan Meddah, « Airbus et Thales : deux champions franco-européens des satellites, un de trop ? », dans L'Usine Nouvelle, 8 septembre 2014, Airbus et Thales : deux champions franco-européens des satellites, un de trop ?

## Impact des règlements International Traffic in Arms Regulations
L'Industrie spatiale européenne utilise des composants américains. Elle doit passer par la procédure ITAR d'autorisation d'exportation de matériels comportant des composants jugés sensibles par les États-Unis. Falcon Eye a dû attendre plus de six mois pour obtenir le précieux sésame. Ce contrat a été gagné face à la concurrence de la société américaine Lockheed Martin. Mais c'est grâce à un accord obtenu par le Président français, François Hollande et son homologue américain, Barack Obama, lors de sa visite d'État aux États-Unis le 13 février 2014, que le frein à sa mise en œuvre a pu être levé ; laissant planer un soupçon de protectionnisme économique.
Les satellites Spacebus, construits par Thales Alenia Space, ont une version dite ITAR-Free permettant une exportation dans certains pays "sensibles" selon le droit américain, comme la Chine, ou un lancement des satellites par les lanceurs chinois. Cependant, il est révélé par la suite que ces satellites comportent bel et bien des composants américains soumis à l'ITAR, frauduleusement fournis par des entreprises américaines. Ces fournisseurs sont ainsi condamnés et Thales préfère renoncer à concevoir de tels satellites,.

## Effet de la guerre russo-ukrainienne
Depuis 2014, la guerre russo-ukrainienne et les sanctions américaines contre l'activisme de Vladimir Poutine risquent d'avoir des conséquences graves notamment pour les deux constructeurs européens Airbus Defence & Space et Thales Alenia Space.